# لغة الإشارة النيكاراغوية
لغة الإشارة النيكاراغوية (ISN, Idioma de Señas de Nicaragua أوIdioma de Signos Nicaragüense) هي لغة إشارة تم تطويرها بشكل عفوي من قبل الأطفال الصم في عدد من المدارس في غرب نيكاراغوا خلال العقدين 1970 و1980 م. تشكل هذه اللغة أهمية خاصة لدى اللغويين حيث أنها تتيح فرصة نادرة لدراسة كيفية ولادة اللغات الجديدة.

## التاريخ
لم يكن في نيكاراغوا ما يمكن تسميته بمجمتع الصم قبل العقد 1970 م، بل كان الصم يعيشون ضمن المجمتع معزولين عن بعضهم البعض وكانوا يستخدموا إشارات وإيماءات طوروها خلال حياتهم اليومية للتواصل مع أفراد أسرهم وأصدقائهم. ثم وفي عام 1977 م تهيأت الظروف التي دعت إلى خلق لغة خاصة وذلك عندما أنشأ مركز للتعليم الخاص في العاصمة ماناغوا والذي انضم له في البداية خمسون طفلا ممن يعانون الصمم. ومع حلول عام 1979 م، العام الذي بدأت فيه ثورة ساندينستا، نما عدد المنضمين إلى المركز ليبلغ المائة.
في عام 1980 م، افتتحت مدرسة صوتية للأطفال في سن المراهقة في ماناغوا سميت «فيلا ليبريتاد». بلغ عدد الطلاب المنضمين إلى كلتا المدرسيتن في عام 1983 م 400 طالب. كان التركيز في البداية ينصب على تعلم الإسبانية المحكية وقراءة الشفاه، فيما اقتصر استخدام الإشارات من قبل المعلمين على التهجئة عن طريق استخدام إشارات مبسطة لدلالة على الحروف. لكن هذا البرنامج لم يلاق نجاحا كبيرا وذلك بسبب فشل الطلاب إدراك مفهوم تركيب الكلمات. غير أن تكوين هذا المجتمع من الطلاب أعطاهم الفرصة للتواصل مع بعضهم البعض خارج الصفوف الدراسية. نتج عن هذا التواصل أن تجمعت الإشارات والدلالات التي كان الأطفال يستخدمونها في بيوتهم لتتطور شيئا بشيء. أطلق على أولى مراحل هذه اللغة اسم لغة الإشارة النيكاراغوية (Lenguaje de Signos Nicaragüense أو LSN) وهو اسم ما زال يستعمل من قبل بعض المراهقين الذين كانوا منضمين للمدرسة في ذلك الوقت.
رأى طاقم المدرسة، والذين لم يكونوا على دراية بهذه اللغة النامية، هذه الإشارات المستخدمة من قبل الطلاب على أنها ضرب من التهريج وأنها علامة على فشل الطلاب في تعلم اللغة الإسبانية. ولأنهم لم يستطيعوا فهم ما يقوله الطلاب لبعضهم، طلبت المدرسة مساعدة خارجية. وفي شهر يونيو من عام 1986 م قامت وزارة التعليم النيكاراغوية بالاتصال بجودي كيغل، أحد لغويي لغة الإشارة الأمريكية، والتي تعمل في جامعة نورثويسترن. لاحظت كيغل ومن معها من الباحثين أن الطلاب الأصغر سنا قد طوروا لغة الإشارة التي أخذوها عن أقرانهم الأكبر سنا وأدخلوا عليها قواعد مختلفة، وهذه اللغة هي ما يعرف الآن باسم لغة الإشارة النيكاراغوية.

## تقييم لغوي
تعد لغة الإشارة النيكاراغوية مثالا للغة جديدة تشكلت من دون وجود مجتمع بالغ ممن يستعمل هذه اللغة وهو أمر نادر الحدوث. فعادة ما تتطور اللغة الجديدة كمزيج من لغات تستخدمها مجتمعات مختلفة بطلاقة، ولكن هذه اللغة تطورت من قبل مجموعة من الصغار الذين دمجوا الإشارات التي كانوا قد اخترعوها لاستعمالاتهم اليومية.
يعتبر بعض اللغويون أن تطور هذه اللغة بالطريقة المذكورة هو دلالة على أن اكتساب اللغة هو أمر فطري لدي العقل الإنساني. فيقول ستيفن بنكر مؤلف كتاب غريزة اللغة: « الحالة النيكاراغوية هي بلا شك مثال فريد في التاريخ». ويقول أيضا: « لقد أمكننا أن نرى كيف أن أطفالا غير بالغيين ولدوا لغة، كما أمكننا أن نقوم بتسجيل ما يحدث بقدر كبير من التفصيل العلمي. وكانت هذه أول مرة رأينا فيها لغة تولد من لا شيء».
بدأ العديد من الباحثين دراسة تطور هذه اللغة ومجتمعها وتقديم التقارير على ذلك من عام 1990 م. وبالرغم من أن كلا منهم له تفسير وتقييم خاص لما يدور من أحداث وتطورات في هذه اللغة، فإنهم جميعا يتفقون على أن هذه الظاهرة هي من أهم وأغنى المصادر التي اكتشفت حتى اليوم لجمع المعلومات عن كيفية ظهور اللغات.

## خلافات

### متى أصبحت لغة؟
يختلف الباحثون في أية مرحلة من مراحل تطور نظام الإشارة هذا أصبح يمكن اعتباره لغة قائمة بذاتها. فالبعض يعتقد أن النظام الذي كان يستخدم في البيوت من قبل الأسر في نيكاراغوا كان يحتوي على المقومات الكافية لتؤهله ليدعى لغة. في حين ينظر البعض إلى المرحلة التي تجمع فيها الأطفال وما نتج عنها من اجتماع إشارتهم المختلفة في تطوير نظام للتواصل كان قادرا على أن يخدع الأطفال الأصغر سنا ويدفعهم على الاعتقاد بأن هذه الإشارات هي فعلا لغة يجب تعلمها، ويرون أن اللغة قد تشكلت في هذا الجيل الأول من الأطفال الصغار الذي تعلم لغة كاملة مثلها مثل أية لغة في التاريخ البشري، وأن ما أتى بعد ذلك كان عبارة عن تطورات تاريخية كما هو الحال مع اللغات الآخر.

### الإمبريالية اللغوية
منذ بداية دراساتها في نيكاراغوا في 1986 م وحتى تم تأصيل لغة الإشارة النيكاراغوية بشكل محكم، حاولت جودي كيغل تفادي تقديم لغات الإشارة التي كانت تعرفها، وخصوصا الأمريكية، لمجتمع الصم في نيكاراغوا. فقد انتشر دوليا ولعقود من الزمن مبدأ الإمبريالية اللغوية والتي يقوم فيها بعض الأشخاص بتقديم لغة الإشارة الأمريكية لمجتمعات محلية في دول أخرى والذي غالبا ما يؤدي إلى اندثار لغات الإشارة التي كانت تستعمل في تلك المجتمعات. اتخذت كيغل سياسة في أبحاثها تقوم فيها بالدراسة والتوثيق بدلا من فرض أو تغيير اللغة أو المجتمع. وعلى الرغم من أنها لم تتدخل في مدى تعرض وانفتاح الصم في نيكاراغوا للغات إشارة أخرى، ابتعدت كيغل عن تقديم أي من هذه اللغات لهم. ولكنها في نفس الوقت كانت توثق وتسجل حالات الاتصال مع لغات إشارة أخرى، وهي حالات بدأت منذ بداية العقد 1990 م وأثرت على لغة الإشارة النيكاراغوية كما تتأثر باقي اللغات ببعضها عند الاتصال.
ولكن بعض الخبراء اتخذ موقفا من مدى أخلاقية عزل الأطفال النيكاراغويين، ومن هؤلاء فيليشيا أكرمان، أستاذة الفلسفة في جامعة براون، والتي كتبت رسالة إلى مجلة التايمز تبدي فيها اعتراضها. فقد كتبت أكرمان فيما يخص خوف كيغل من «قتل اللغات المحلية» قائلة: «على ما يبدو فإنها تفضل قتل مستقبل هؤلاء الأطفال وذلك بتركهم عاجزين عن التواصل مع العالم الخارجي».
وعلى النقيض من ذلك، فإن كيغل وزوجها الذين كانا يعملان ضمن مشاريع لغة الإشارة النيكاراغوية لم يقوما فقط بتوثيق ورعاية هذه اللغة، بل قاموا من خلال منظمتهم بجمع التبرعات وتوزيعها لإنشاء مدرسة للصم على شاطيء المحيط الأطلسي في نيكاراغوا كان جميع طاقمها من الصم النيكاراغويين، وقاموا بدعم هذا الطاقم ليدربوا الصم في مدارس أخرى من نيكاراغوا. كما قاموا أيضا بجلب العديد من الطلاب والمعلمين الصم من نيكاراغوا إلى الولايات المتحدة لتطوير منهج مكثف ولتدريب المعلمين. بالإضافة إلى ذلك، فقد قامت كيغل وزوجها بتمويل الصم في نيكاراغوا لحضور وإعطاء محاضرات في مؤتمرات عالمية مثل مؤتمر المشاكل النظرية في الأبحاث اللغوية الذي عقد في أمستردام ومؤتمر طريق الصم الرابع والذي عقد في واشنطن.

### دليل على قدرات لغوية فطرية
يخالف وليام ستوكوي، والذي يعتبر من قبل الكثير أب لغة الإشارة الأمريكية، الرأي القائل بأن لغة الإشارة النيكاراغوية هي دليل على جهاز اكتساب اللغة في العقل البشري. كما يشكك ستوكوي في الزعم القائل بأن هذه اللغة قد نشأت بدون أية تأثيرات خارجية من الإسبانية أو لغة الإشارة الأمريكية، على سبيل المثال. فمثل هذه المزاعم مبنية على افتراضات وليس على دلائل مباشرة. وعلى الرغم من أن الدلائل التي جمعت حتى الآن تشير إلى قلة اتصال هذه اللغة باللغة الإسبانية أو بلغة الإشارة الأمريكية في بداية عهدها، إلا أنه حالما تخرج هذه اللغة إلى الوجود، مثلها في ذلك كمثل باقي اللغات، فإنها تصبح مرتبطة باللغات الأخرى في البيئة المحيطة.

### لغة غير مكتوبة
وصفت لغة الإشارة النيكاراغوية في عام 1997 م بأنها لغة « غير منطوقة وغير مكتوبة» في رسالة تبين الخطأ الشائع في أن اللغات التي ليس لها نظام كتابي ليست لغات حقيقة، الاعتقاد الذي يحمله أولئك الذين لا يدرسون اللغات المحلية. وبشكل مشابه، فإن لغات الإشارة لا تعطى حقها من الانتباه لكونها غير منطوقة ولا مكتوبة.
ولكن، ومنذ عام 1996 م، فإن لغة الإشارة النيكاراغوية أخذت تكتب يدويا وباستخدام الحاسوب عن طريق نظام كتابة الإشارات. وتملك هذه اللغة حاليا أكبر مكتبة من النصوص المكتوبة مقارنة مع أية لغة إشارة أخرى. ومن ضمن هذه النصوص ثلاث مجلدات في تعليم القراءة في لغة الإشارة النيكاراغوية، وكتب لتعليم اللغة الإسبانية، ومجموعة من القصص بالإسبانية.

## وصلات خارجية
- مقالة تشير إلى دراسة حول هذه اللغة - من موقع صحيفة الجزيرة.